# Font Màgica

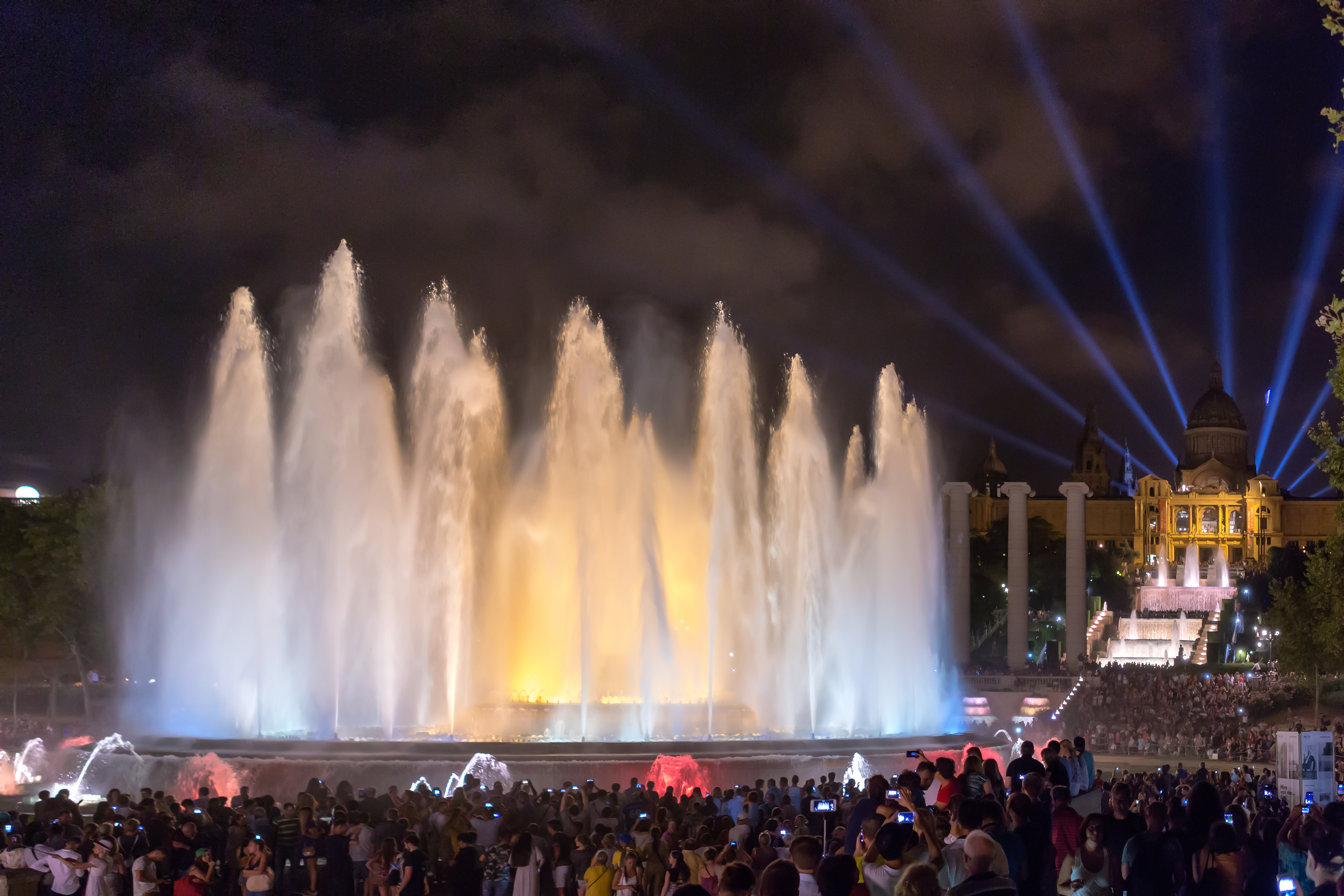
Font Màgica (2016)

Font Màgica oder vollständig Font Màgica de Montjuïc (katalanisch für Magischer Brunnen von Montjuïc; auf Spanisch Fuente mágica de Montjuic) ist ein Springbrunnen am südlichen Ende der Avinguda Maria Cristina im Stadtteil Montjuïc in Barcelona.

## Lage und Geschichte
Der Brunnen befindet sich am Fuße des Palau Nacional und wurde wie die meisten Gebäude in seiner Umgebung anlässlich der Weltausstellung von 1929 an der Plaça d’Espanya errichtet. Der Name ist auf das Wechselspiel von Formen (Wasser), Farben (Licht) und Ton (Musik) zurückzuführen. Auf einer Fläche von 50 × 65 Meter ergießen sich aus über 3600 Düsen rund 2600 Liter Wasser pro Sekunde.
Der von Carles Buïgas entworfene Brunnen befindet sich am ursprünglichen Standort des Monuments Quatre Columnes (vier Säulen). Die vier Säulen standen für die vier roten Balken auf der Katalanischen Flagge. Sie waren seinerzeit ein Symbol für den seit 1892 sich verstärkenden Katalanismus und wurden 1928 unter Diktator Miguel Primo de Rivera abgerissen.

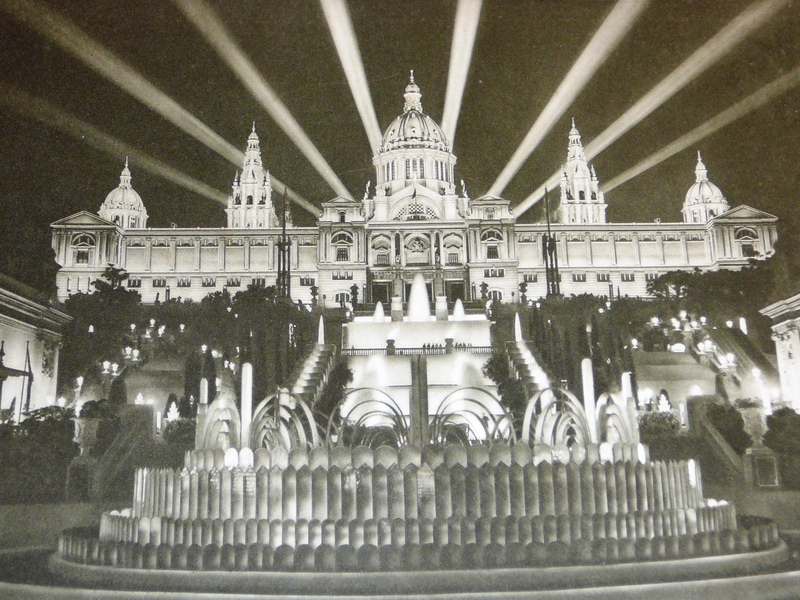
Font Màgica (1929)

Als Buïgas seine Planungen erst ein Jahr vor der Weltausstellung eingereicht hatte, empfand man das Vorhaben als zu gewagt für den kurzen Zeitraum. Sie wurden schließlich unter dem Einsatz von über 3000 Bauarbeitern doch umgesetzt und die erste Vorstellung fand am 19. Mai 1929, dem Tag vor der Ausstellungseröffnung, statt. Während des Bürgerkrieges wurde der Brunnen stark beschädigt und war bis 1955 außer Betrieb.
Seit den 1980er Jahren wird die Lichtshow zusätzlich von Musik untermalt. Zusammen mit dem Museu Nacional wurde der Brunnen anlässlich der unweit stattfindenden Olympischen Spiele 1992 komplett restauriert. Das Musikprogramm deckt ein weites Spektrum ab; es reicht von klassischer und moderner Musik bis hin zu Musik bekannter Filme.

## Galerie

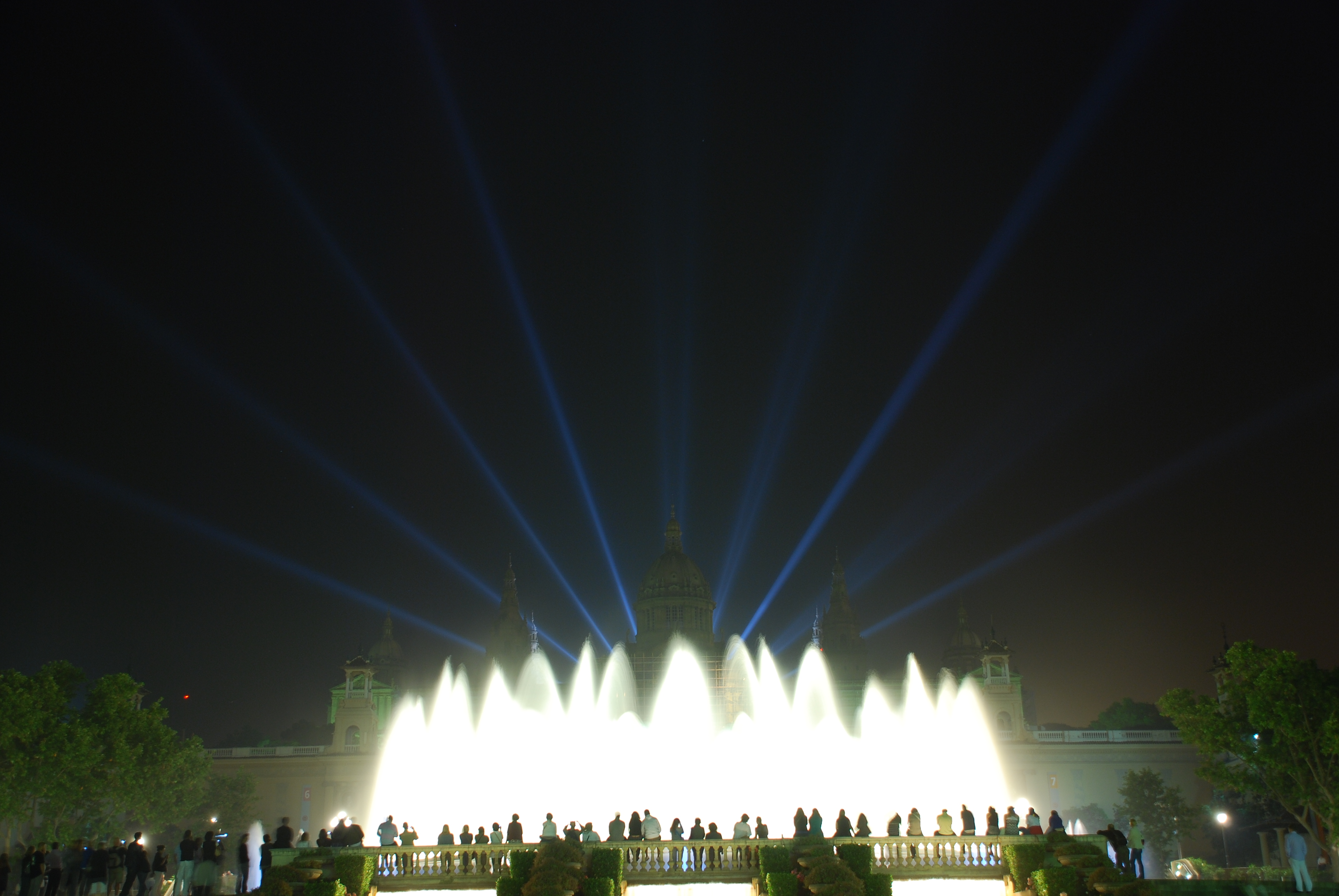
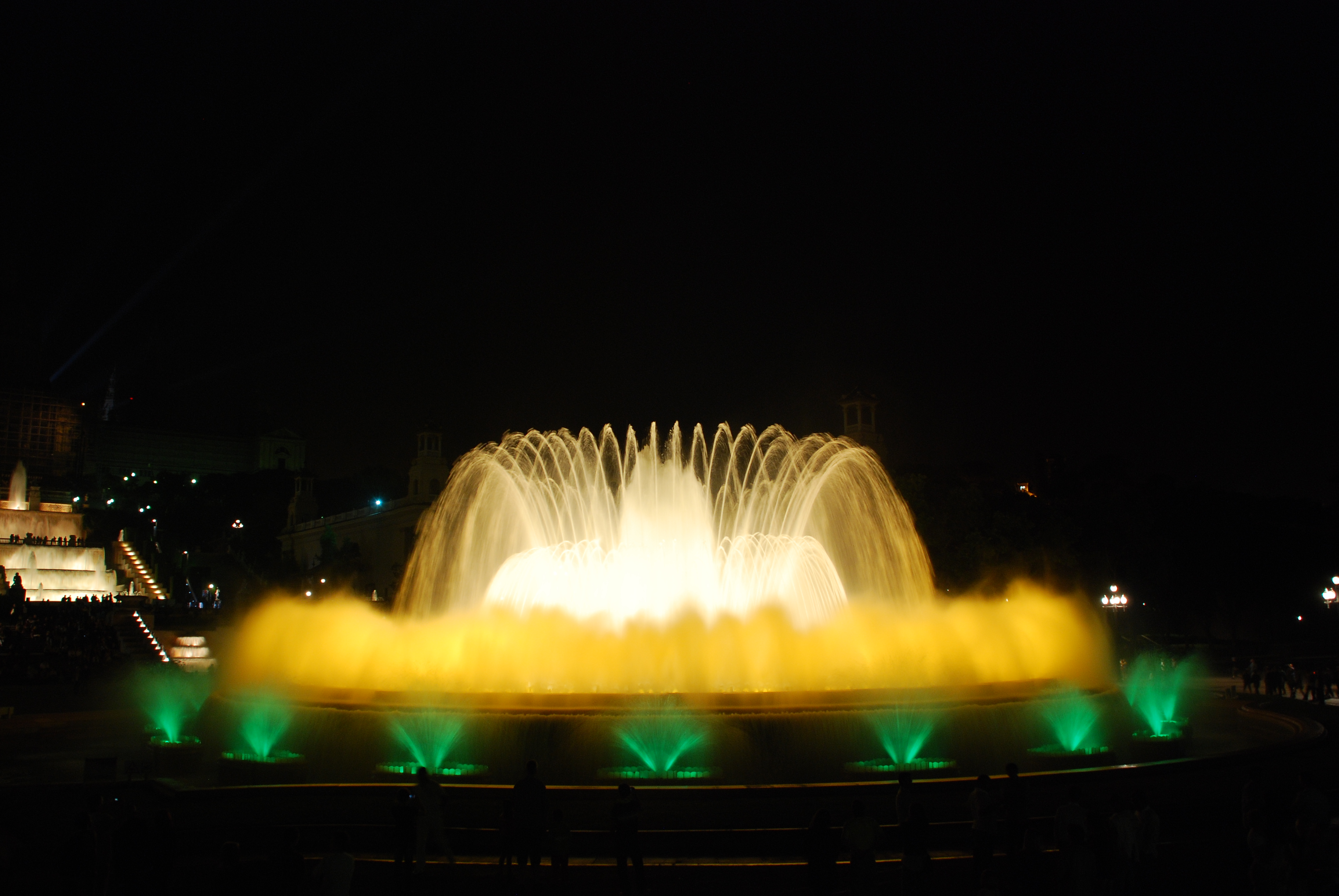
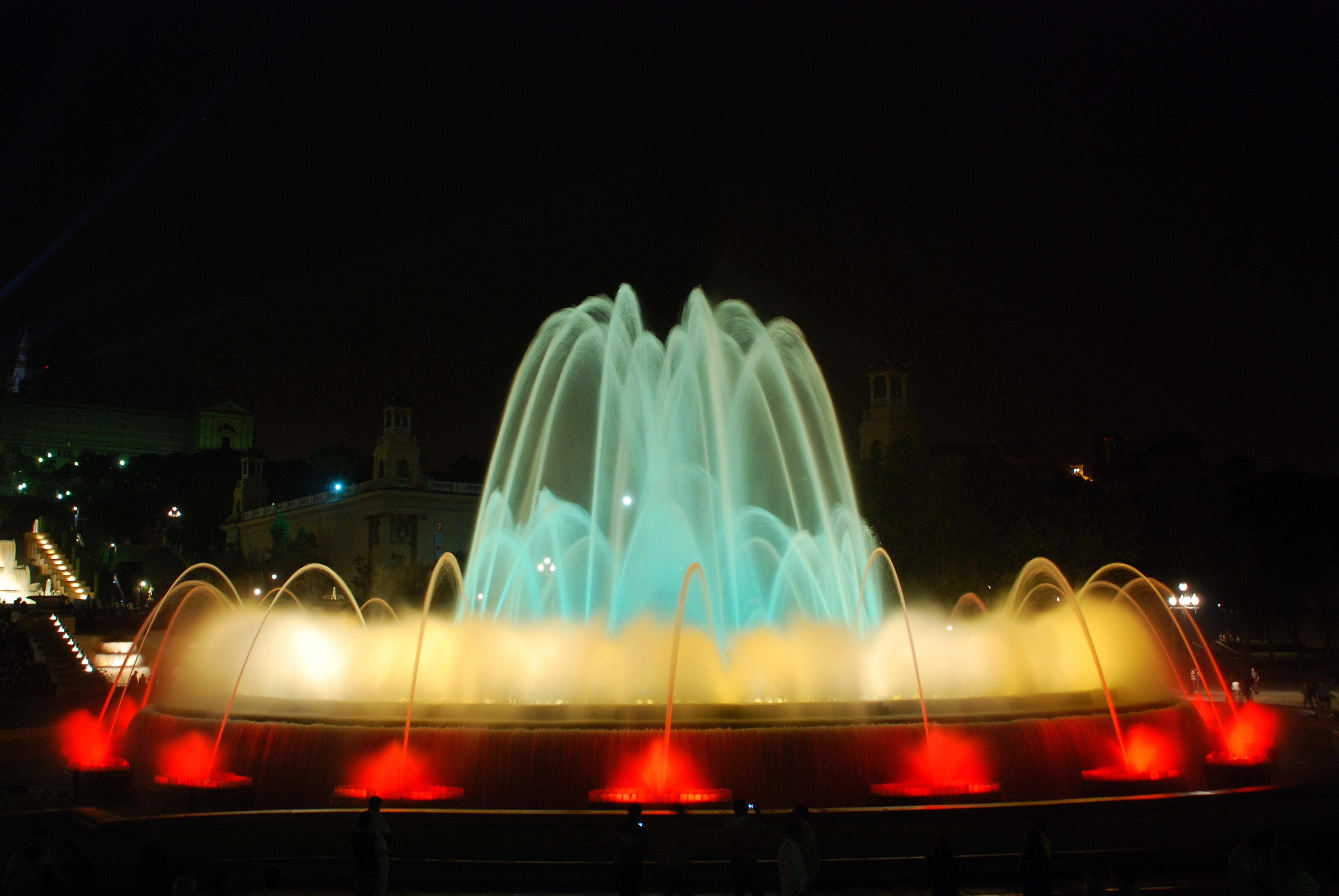
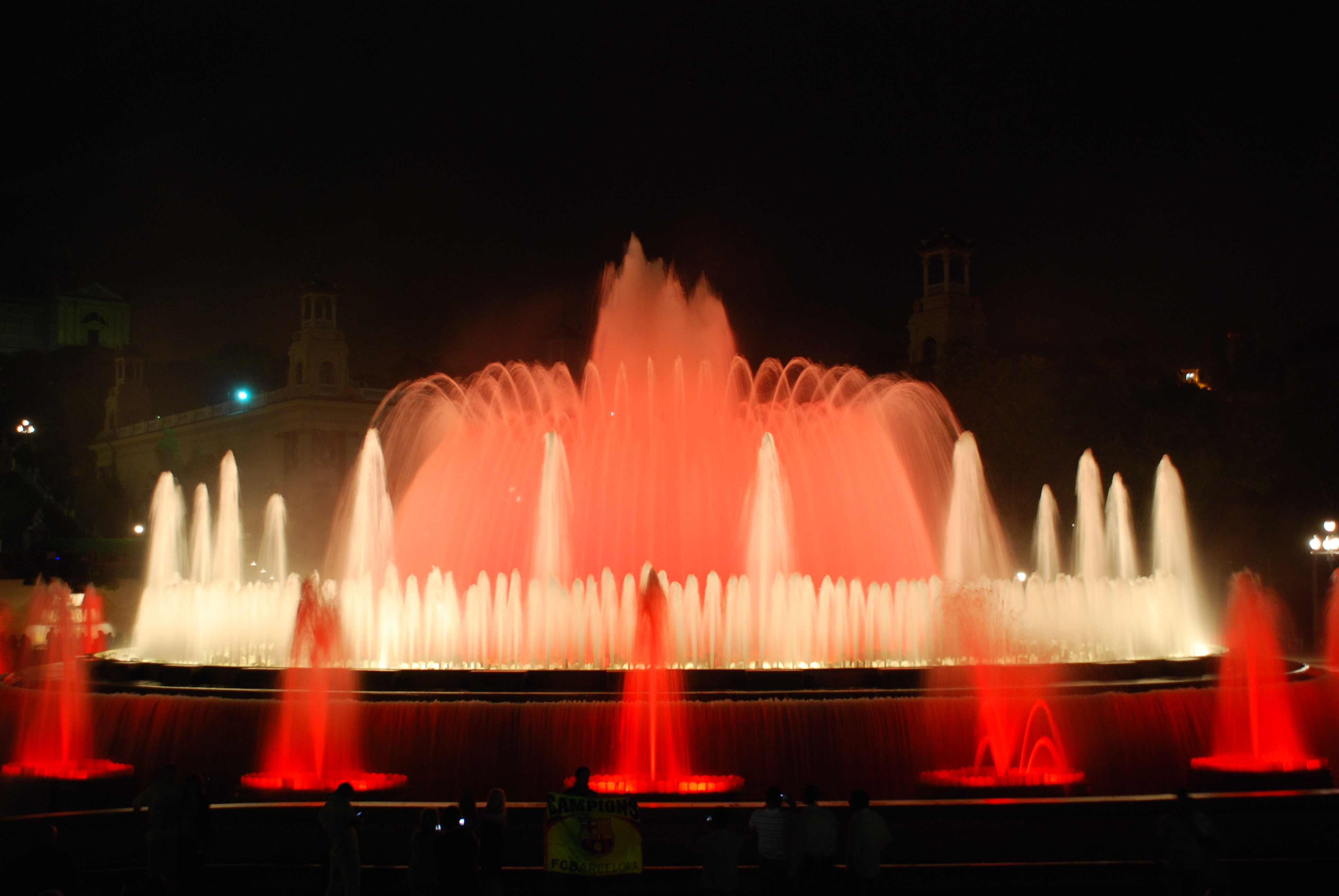
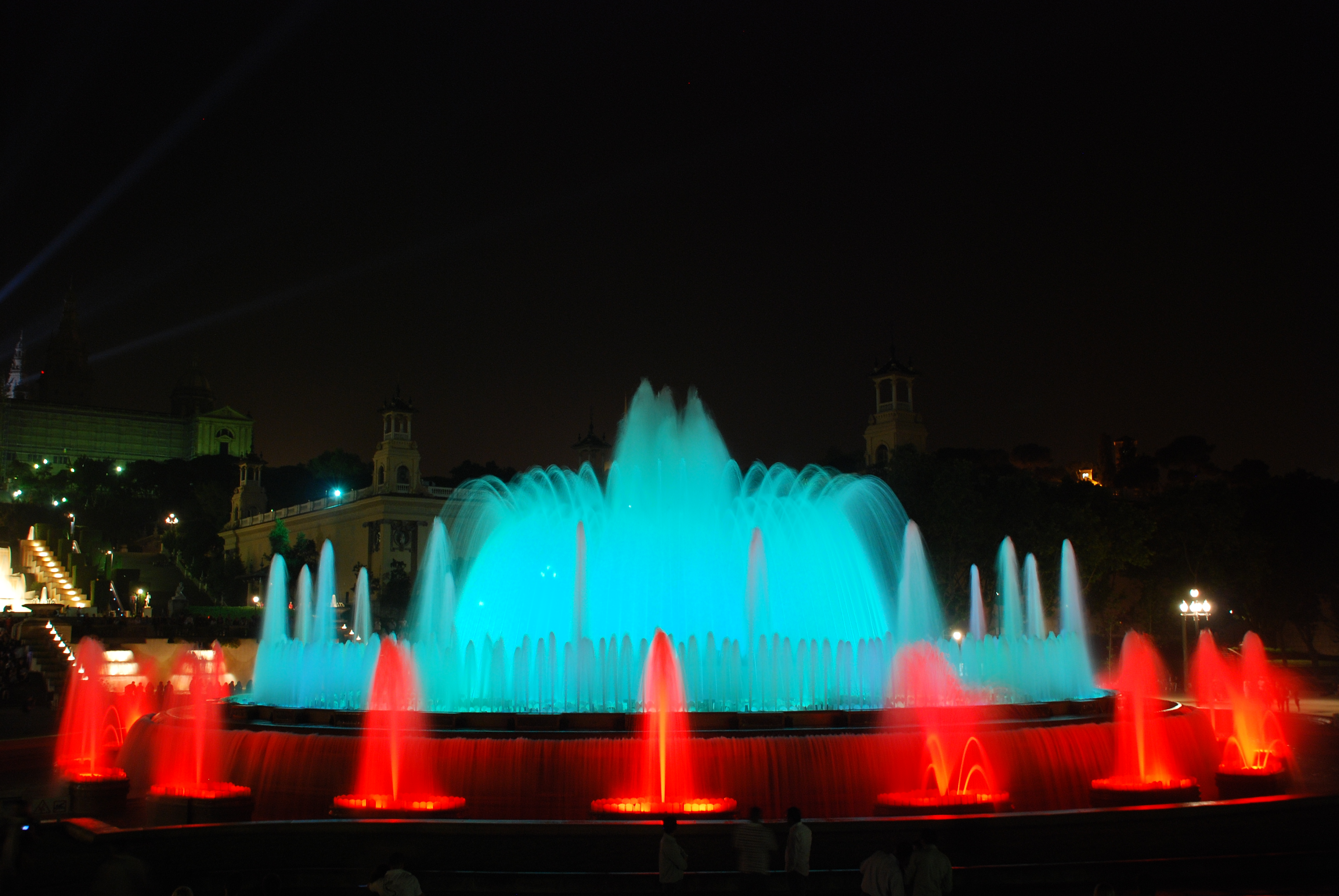
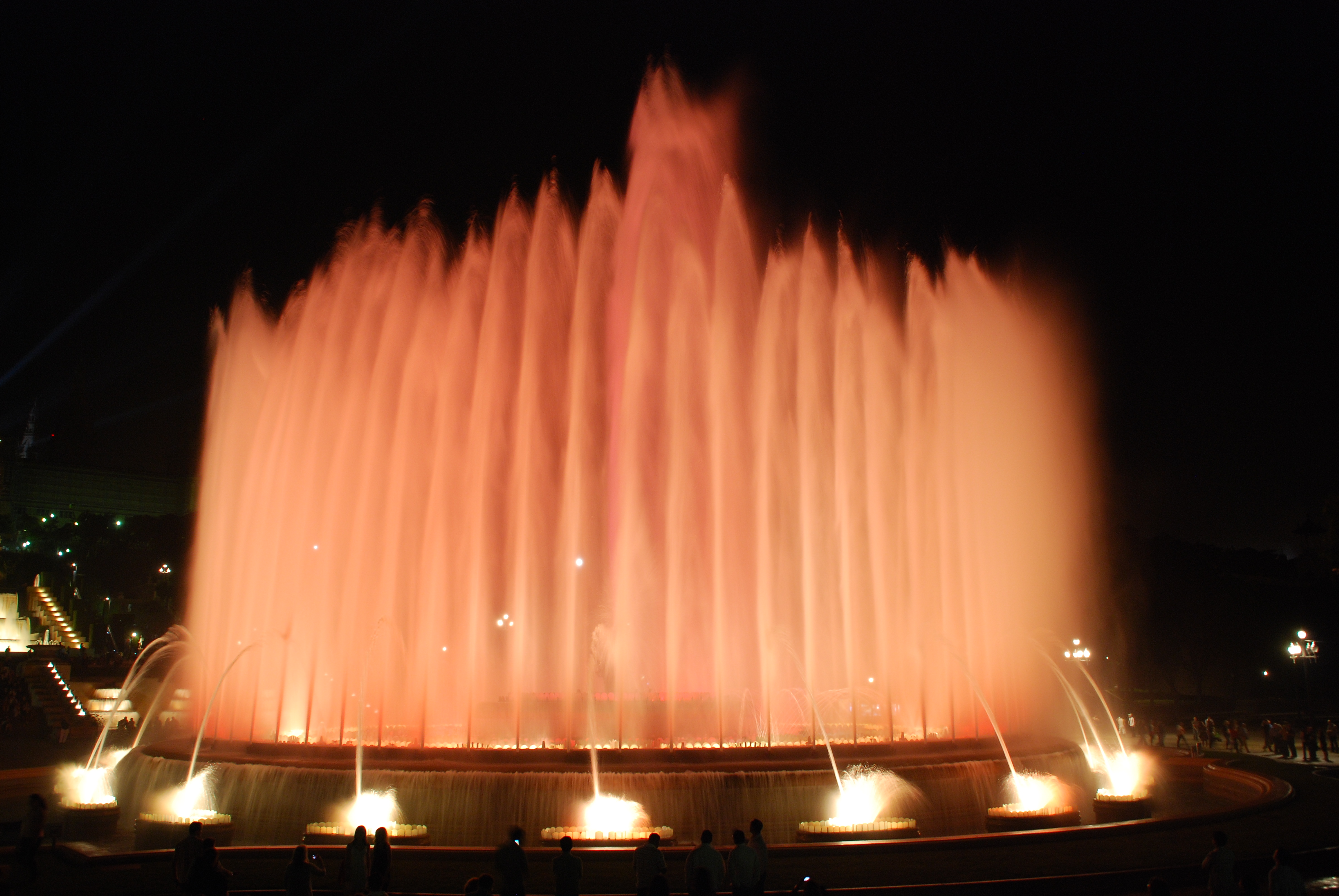